# Nosale (Białoruś)
Nosale (biał. Насалі, Nasali; ros. Носали, Nosali) – chutor na Białorusi, w obwodzie mińskim, w rejonie stołpeckim, w sielsowiecie Rubieżewicze.

## Historia
Pod zaborami i w II Rzeczypospolitej wieś. W XIX i w początkach XX w. położone były w Rosji, w guberni mińskiej, w powiecie mińskim, w gminie Rubieżewicze.
W dwudziestoleciu międzywojennym leżały w Polsce, w województwie nowogródzkim, w powiecie stołpeckim, w gminie Rubieżewicze. W 1921 miejscowość liczyła 88 mieszkańców, zamieszkałych w 17 budynkach, wyłącznie Polaków. 46 mieszkańców było wyznania rzymskokatolickiego i 42 prawosławnego.
Po II wojnie światowej w granicach Związku Sowieckiego. Od 1991 w niepodległej Białorusi.